# جيمس بلفور
جيمس بلفور (بالإنجليزية: James Balfour)‏ هو سياسي كندي، ولد في 22 مايو 1928، وتوفي في 12 ديسمبر 1999. حزبياً، نشط في الحزب الكندي التقدمي المحافظ. وقد انتخب عضو مجلس الشيوخ الكندي وانتخب عضو مجلس العموم الكندي.